# Francesc Frontera i Laserra
Francesc Frontera i Laserra, també conegut com a Francisco (o Francesco) Frontera de Valldemosa fou un músic mallorquí nascut el 1807 a Palma, el 22 de setembre (segons alguns autors a Valldemossa), i mort a la mateixa ciutat el 7 d'octubre de 1891.
Poc temps després del seu bateig va morir son pare, i la seva mare Miquela Laserra es casà per segona vegada amb el músic Andrés Pavía (1784-1826), d'origen valldemossí que a les hores era director de l'únic teatre que hi havia a Mallorca. Degut al casament de la seva mare el jove va estar en contacte amb la música per la presència del seu pare i dels altres músics de l'orquestra que aquest dirigia. Alguns d'aquests músics varen ser els seus mestres, com el violinista Juan Luís Gazaniol i l'oboè Joan Capó. Per la seva part Frontera acabaria essent un dels primers violins als 18 anys amb l'orquestra dels anteriors. Frontera acabà dirigint a Palma les funcions d'òperes italianes, al mateix temps que feia de professor de música.
L'any 1836 es traslladà a París on coneixeria els grans compositors, artistes, i cantants d'òpera d'aquesta ciutat. Entrà en contacte amb els músics per mediació de la seva relació amb importants personatges de la cultura i la política espanyola que feien visites freqüents a la capital francesa, com, per exemple, el general Espartero que coneixia de la seva residència a Mallorca (1830-1833). Durant el temps que va estar a París va estudiar composició amb Hippolite Colet per recomanació del que s'havia fet el seu amic, Rossini, i més tard amb Antoine Elwart. Frontera començà a fer de professor de cant.
En aquell moment París era la capital de la música, però també de la literatura, la pintura, i la política. És en els salons d'aquesta ciutat que Frontera es dona a conèixer com a músic i que també són visitats per músics de la categoria de Liszt, Berlioz, Sor, Donizetti, Auber, o Meyerbeer. Per mediació de Manuel Marliani, un diplomàtic espanyol, coneix l'any 1838 a Amantine Aurore Lucile Dupin, més coneguda pel seu pseudònim, George Sand, que a les hores vivia amb Frédéric Chopin i als que, juntament amb altres espanyols, feria canviar la seva idea de viatjar a Itàlia, per un viatge a Mallorca.
A partir de 1841 segueix la seva carrera musical a Madrid, probablement cridat per Espartero, i on és nomenat "Maestro de S. M. La Reina de España y de su augusta hermana", Aquesta assignatura era una de les preferides d'Isabel II. De manera casual, va romandre al costat d'Isabel II i la seva germana, durant l'assalt al Palau Reial per les tropes de Diego de León el 7 d'octubre de 1841. L'assalt havia començat durant la classe de cant impartida cap a les vuit del vespre.
Més tard, el (1846) fou nomenat "director de los Reales Conciertos" y finalment (1850) director de música de la Càmara Règia i del seu teatre particular. Fou professor de cant de la major part dels artistes espanyols que més tard actuarien en el teatre. Finalment es retiraria a Palma amb tots els honors.

## Honors
- Cavaller de la Gran Creu de l'Orde d'Isabel la Catòlica, (2 de juny de 1868)[4]
- Comanador del Reial i Distingit Orde Espanyol de Carles III.[5]
- Comanador de l'Orde de Crist (Portugal).[5]